# جيك موريس
جيك موريس (بالإنجليزية: Jake Morris)‏ (3 مارس 1999 بفورت لاودردال في الولايات المتحدة - ) هو لاعب كرة قدم أمريكي في مركز الدفاع.

## وصلات خارجية
- جيك موريس على موقع قاعدة بيانات كرة القدم.إي يو (الإنجليزية)
- جيك موريس على موقع Soccerway.com (الإنجليزية)